# Boris Jardel
 (décembre 2023).
Si vous disposez d'ouvrages ou d'articles de référence ou si vous connaissez des sites web de qualité traitant du thème abordé ici, merci de compléter l'article en donnant les références utiles à sa vérifiabilité et en les liant à la section « Notes et références ».
Pour les articles homonymes, voir Jardel.
Boris Jardel est un guitariste né le 10 novembre 1967 à Paris dans le 12e arrondissement. Il est connu pour être le guitariste soliste du groupe Indochine depuis 1998. Il a tourné également auprès de Vanessa Paradis, L'Affaire Louis' Trio, Axel Bauer, Zazie.
Dès son enfance, Boris s’intéresse à la musique et se montre talentueux plus particulièrement à la guitare, après s'être essayé aussi à la batterie.

## Carrière avec Indochine
En 1998, afin de pallier l'absence de Stéphane Sirkis pour raisons de santé, il rejoint Indochine et part en tournée pour le "Live Tour" qui fait suite au succès du "Wax Tour". Il officiera en tant que guitariste soliste après le décès de Stéphane lors du Dancetaria Tour, qui s'étale de 1999 à 2000. Au milieu de la tournée, il assure quelques dates en acoustique avec le groupe (Les Nuits Intimes) et en profite pour jouer Wonderwall d’Oasis (un de ses groupes favoris avec The Beatles et The Who). Cette mini-tournée donne lieu à l’album "Nuits intimes" où Boris utilise fréquemment la guitare acoustique 12 cordes.
L’album « Paradize » d’Indochine sort en 2002, et Boris participe à l'écriture des  titres "Le Manoir" et "Popstitute". Paradize rencontre alors un énorme succès. À la fin de la tournée Paradize Tour, Indochine organise le 3.6.3 au palais omnisports de Paris-Bercy. Boris joue alors devant plus de 15 000 personnes.
Juillet 2003, Indochine crée le X-festival. Boris y joue aux côtés du groupe Dolly.
En mars 2005, Boris fait dorénavant partie d'Indochine à plein temps, et entame l’enregistrement du 10e album du groupe, "Alice & June". Il participe à l'écriture des morceaux "Gang bang", "Un homme dans la bouche", "Vibrator" et "Sweet dreams", s'investissant donc de plus en plus dans le processus créatif. À partir de mars 2006, Boris est en tournée avec le groupe pour le "Alice & June Tour".
En 2008, Boris et Indochine repartent en studio pour la création de l'album "La République des Meteors". Boris part en tournée en 2009 pour Le Meteor Tour, avec un point d'orgue au Stade de France le 26 juin 2010.
Durant l'été 2011, toujours avec Indochine, il retourne en studio pour un nouvel album. On peut assister dans Black City Parade : Le Film au travail par Indochine sur une démo composée par Boris, "1967", qui ne sera finalement pas retenue pour l'album. On peut retrouver certains arrangements de cette démo dans sa reprise de "This is  the day" du groupe The The.
En 2013, quelques jours après la sortie du nouvel album Black City Parade, il entame avec Indochine le Black City Tour.
Les 27 et 28 juin 2014, Boris joue à nouveau sur la scène du Stade de France.
En 2017, Indochine sort son 13eme album, 13. C'est le premier album dans lequel Boris ne signe aucun morceau. Il participe à la tournée 13Tour où il utilise plusieurs guitares conçues spécialement pour lui, par exemple une Aura telecaster. 
Lors de la tournée célébrant les 40ans du groupe, le Central Tour, Boris joue devant plus de 400 000 personnes en 6 dates de concert.

## Autres participations
- Il commence à se faire connaître en 1995 en participant à la tournée d’Axel Bauer ainsi qu'au concert privé que donne Vanessa Paradis en avril 1996 pour la chaîne Canal+
- En 1997, Peter Kingsbery ex-leader du duo "Cock Robin" avec Anna LaCazio fonde un 2e groupe, "Tish" avec Boris et Dimitri Tikovoï. Ce groupe reste confidentiel et aujourd'hui il ne reste qu'un titre ayant survécu à cette courte collaboration : "We all need Protection" cédée à Florent Pagny pour son album "Savoir aimer" sous le nom "Protection".
- Dans la même année, il participe à l’enregistrement de l’album "Simple Mortel" d’Axel Bauer et part en tournée avec L'Affaire Louis' Trio.Boris Jardel

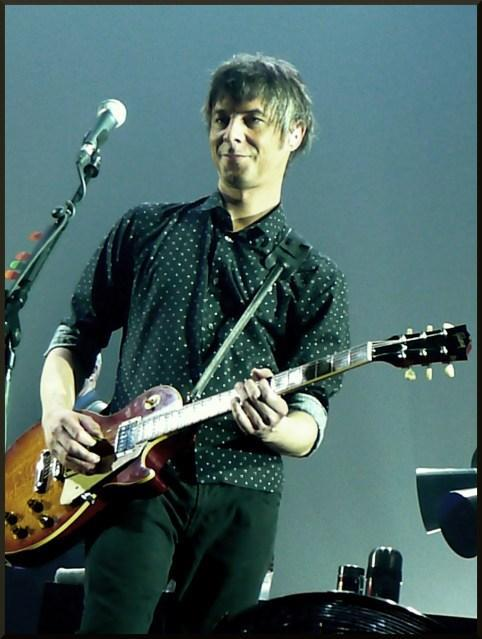
Boris Jardel

- De décembre 1998 à octobre 1999, il participe à la tournée de Zazie, le "Tour des Anges".
- En 2001, il monte sur les planches avec Vanessa Paradis lors du Bliss Tour durant 6 mois, de mars à août 2001.
- Il enregistre avec Hubert Mounier, ex-membre de L'Affaire Louis' Trio, l'album "Le Grand Huit" et plus particulièrement sur les chansons "Le Grand Huit" et "La Nuit La Plus Longue".
- Toujours en 2001, sur l'album "Imbécile Heureuse" d'Arielle, il joue de ses guitares acoustiques sur les morceaux "Mes Petites Filles Chéries" et "L'Aquarium".
- Vers la fin de l’année 2003, il participe au concert des 20 ans du magazine Rolling Stones au Trabendo à Paris, aux côtés des membres du groupe Dolly. Ce soir-là, il interprète avec eux "Wonderwall" d’Oasis.
- En mai 2004, il enregistre "Révolution.com", "Attends" et "No one hears you anymore" sur l’album Révolution.com du groupe No One Is Innocent
- Le 30 janvier 2007, il est apparu au concert de Maya Barsony sur la scène de La Boule Noire à Paris.
- Début 2015, il commence un projet en créant le groupe Supervision 3. dont il est le leader.
- En 2019: il lance sa marque de t-shirt Supervision3.

## Récompenses
En 2005, il a été élu 5e guitariste préféré des français dans le magazine Rock Mag.
Il a été élu meilleur guitariste de l'année 2006 par le référendum organisé par le Mouv' et le magazine Rock Mag.

## Matériel utilisé
- Fender Stratocaster (1997 - ...)
- Fender Telecaster Classic 62 Reissue Custom Shop (1997 - ...) sur laquelle il apposera un autocollant "B" initialement prévu pour les voitures en reconnaissance pour le public belge. Retiré depuis 2022.
- Gretsch White Falcon (1997 - 2002)
- Gibson Les Paul 59 upgrad (2002- ...)
- Gretsch 7670 Chet Atkins Country Gentlemem (2002 - 2004)
- Epiphone Supernova signature Noel Gallagher (2005 - ...)
- Duesenberg starplayer TV Blue sparkle (2009 - 2018)
- Danelectro guitar (live victoire de la musique 2011)
- Rickenbacker (2013 - ...)
- Gibson Firebird x3 p90 (2013 - ...)
- Takamine 12 cordes KEYSTONE EF381C (???)
- Vox AC 30 (cassé)
- Hiwatt DR504
- Aura 3. signature Candy Nova
- Amplis Vanflet Prestige et Ultra-Clean (2019 - 2022, vendu à un ami)
- Aura Mustang Competition Red Candy (2018 - 13 Tour)